# Vårsnö
Vårsnö (japanska: 春の雪, Haru no Yuki) är en roman av Yukio Mishima från 1969, utgiven på svenska 1995 i översättning från japanskan av Gunilla Lindberg-Wada. Det är den första delen i tetralogin Fruktbarhetens hav (samt den enda av de fyra böckerna som översatts till svenska), vilken avhandlar Japans modernisering mellan sekelskiftet och 1970-talet.
Handlingen i Vårsnö, som utspelar sig under ett och ett halvt år i början av Taishōperioden, kretsar kring den unge Kiyoaki Matsugae, vars familj härstammar från Kagoshima men nu lever ett nyrikt liv i Tokyo, hans framväxande kärlek till den aristokratiska Sakoto Ayakura. Med hjälp av sin vän Shigekuni Honda inleder Kiyoaki och Sakoto i det dolda en romans, som dock upptäcks. Romanen slutar med att Sakoto tvingas bort till ett nunnekloster och den tjugoårige Kiyoaki dör i influensa.